# 최철순
최철순(崔喆淳, 1987년 2월 8일 ~ )은 대한민국의 축구 선수로 포지션은 수비수이다. 현재 전북 현대 모터스 소속으로 뛰고 있다.

## 구단 경력
2006년 전북 현대 모터스에서 데뷔하여, 스위퍼에서 풀백으로 포지션을 변경하였지만 무리 없이 적응하며 꾸준히 출장기회를 잡아 주전으로 활약하고 있다. 2006년 AFC 챔피언스리그 우승에 공헌하였고, 2006년 K-리그 최초로 팀을 FIFA 클럽 월드컵에 진출시키는 데 공헌하였다.
이후 2008 K-리그엔 팀의 확실한 주전으로 발돋움했으며 이후 팀의 2009 K-리그, 2011 K-리그 우승, 2011년 AFC 챔피언스리그 준우승에 일조하였다.
2012시즌 중 상주 상무 피닉스에 입대하였고, 상무의 K리그 챌린지 2013 우승과 더불어 K리그 클래식으로의 승격에 일조하였다.
2014시즌 중 4월에 전역하여 전북 현대 모터스로 합류하여 2014 K리그 클래식 우승에 기여하였다.
2017 시즌 후, 전북과 5년 재계약을 체결하였다.
2025년 2월 20일 2024-2025시즌 AFC 챔피언스리그 투 16강 2차전 포트 FC와의 경기에 출전하며 한국 프로축구 최초 단일 클럽 500경기 출전이라는 기록을 세웠다.

## 국가대표 경력
2008년 하계 올림픽 예선에서 뛰었지만, 최종 명단에서 제외되었다.
2010년 1월, 잠비아와의 친선경기에서 성인 국가대표팀에 데뷔하였다.
2016년 10월 31일 캐나다, 우즈베키스탄전을 앞두고 3년 9개월만에 태극마크를 다시 달게 되었다.

## 수상

### 클럽

#### 전북 현대 모터스
- K리그1 우승 9회 (2009년, 2011년, 2014년, 2015년, 2017년, 2018년, 2019년, 2020년, 2021년)
- 대한민국 슈퍼컵 준우승 1회 (2006년)
- AFC 챔피언스리그 우승 2회 (2006년, 2016년)
- AFC 챔피언스리그 준우승 1회 (2011년)

#### 상주 상무 피닉스
- K리그 챌린지 우승 1회 (2013년)

### 대표팀

#### 대한민국
- EAFF E-1 풋볼 챔피언십 우승 (2017년)

### 개인
- K리그 클래식 베스트 11 : 2011, 2017
- K리그 챌린지 베스트 11 : 2013